# カオス (2005年の映画)
『カオス』（Chaos）は、2005年のカナダ・イギリス・アメリカ合作による謎の銀行強盗団を巡るサスペンス・アクション映画。米国ではDVD発売のみ。
日本では2006年11月4日にシネマGAGA!・銀座シネパトス他で公開されたのち全国で順次公開された。

## ストーリー
シアトル・グローバル銀行が開店まもなく武装強盗団に襲撃された。警察に包囲されて立て籠もる銀行強盗団。強盗団のリーダーのローレンツ（ウェズリー・スナイプス）は、強盗人質事件で犯人と共に人質を死なせ、謹慎処分で休職中の刑事クエンティン・コナーズ（ジェイソン・ステイサム）を交渉人に指名してくる。
上官のジェンキンス警部（ヘンリー・ツェーニー）は、コナーズに大学出の新人のシェーン・デッカー（ライアン・フィリップ）を相棒として組ませ、グローバル銀行の現場に指揮官としてコナーズを送り出す。やがて犯人のローレンツからコナーズへ電話がかかってくる。早速交渉を始めるも、ローレンツからは明日の日の出まで待てとの指示が来る。11時15分に突入の決断をしたコナーズであったが、突入直前に武装グループの罠に気付いたコナーズは、突入の中止を指示。
事件解決を急いだSWATは中止命令を聞かずに突入を強行し、同時に銀行内で大規模な爆発が起こり、SWATチームも巻き込んでしまう。爆発が鎮まり銀行内を捜索するも、犯人グループの姿はどこにも見られなかった。コナーズはTVカメラマンが撮影したテープをチェックし、過去に犯罪歴のあるリチャーズ（タイ・オルソン）の姿を発見。デッカーは銃撃戦の末、リチャーズを逮捕する。その際、別の事件で押収され署の証拠保管室にあるべき5万ドルを発見し、コナーズは警察に内通者がいると推理する。その後、2人が容疑者である汚職刑事カーロ（ジョン・カッシーニ）の自宅へ行くと、彼は殺害されていた。そこに、「お前はクビを免れた。俺が罰する」という、ローレンツからコナーズへ挑戦状が叩きつけられる。さらに、ローレンツのもとに共犯者が集まるというリチャーズの情報を得たコナーズとデッカーに、大きな罠が襲い掛かる。そして、強盗団の真の目的とローレンツの正体が徐々に明らかになる……。

## 登場人物
シェーン・デッカー
演 - ライアン・フィリップ
刑事。クエンティンのお目付け役となる。
クエンティン・コナーズ
演 - ジェイソン・ステイサム
刑事。腕は立つが組織の方針に適応しようとしない。
ローレンツ
演 - ウェズリー・スナイプス
強盗団のリーダー。
マーティン・ジェンキンス
演 - ヘンリー・ツェニー
刑事。
テディー・ギャロウェー
演 - ジャスティン・ワデル
刑事。
ビンセント・デュラーノ
演 - ニコラス・リー
刑事。
カレン・クロス
演 - ジェシカ・スティーン
テレビリポーター。
バーニー・カーロ
演 - ジョン・カッシーニ
刑事。
ブランドン・デックス
演 - デイモン・ジョンソン
鑑識。
ハリー・ヒューム
演 - ポール・ペリ
証拠品保管庫の人間。
マーニー・ロリンズ
演 - キーガン・コナー・トレイシー
鑑識。
ジーナ・ロペス
演 - ナターシャ・マルテ
デーモンの恋人。
デーモン・リチャーズ
演 - タイ・オルソン
犯罪者。2年前に強盗未遂で逮捕されている。

## キャスト
| 役名                         | 俳優                         | 日本語吹替 |
| ---------------------------- | ---------------------------- | ---------- |
| シェーン・デッカー           | ライアン・フィリップ         | 浪川大輔   |
| クエンティン・コナーズ       | ジェイソン・ステイサム       | 田中正彦   |
| ローレンツ                   | ウェズリー・スナイプス       | 咲野俊介   |
| マーティン・ジェンキンス警部 | ヘンリー・ツェニー           | 木下浩之   |
| テディー・ギャロウェー刑事   | ジャスティン・ワデル         | 魏涼子     |
| ビンセント・デュラーノ刑事   | ニコラス・リー               |            |
| カレン・クロス               | ジェシカ・スティーン         |            |
| 銀行支配人                   | ロブ・ラベル                 |            |
| バーニー・カーロ             | ジョン・カッシーニ           |            |
| ブランドン・デックス         | デイモン・ジョンソン         |            |
| ハリー・ヒューム             | ポール・ペリ                 |            |
| マーニー・ロリンズ           | キーガン・コナー・トレイシー |            |
| ジーナ・ロペス               | ナターシャ・マルテ           |            |
| デーモン・リチャーズ         | タイ・オルソン               |            |
| クリス・リー                 | テリー・チェン               |            |
| ラマー・ゴルト               | マイク・ドゥパド             |            |
| ジョン・カーティス           | ガストン・モリスン           |            |
| SWAT隊長                     | ガーヴィン・クロス           |            |